# Flughafen Lübeck
Flughafen Lübeck, også benævnt Flughafen Lübeck-Blankensee, Lübeck Blankensee Airport eller Hamburg Lübeck Airport (IATA: LBC, ICAO: EDHL), er en international lufthavn 8 km syd for Lübeck, i delstaten Slesvig-Holsten, Tyskland. Der er 54 km til Hamborg.

## Historie
Etableringen af Lübeck Airbase begyndte i 1916 og stod færdigt året efter. Det var en afdeling af Tysklands Luftwaffes flyveskole, der benyttede basen. Men efter 1. verdenskrig blev stedet rømmet og de fleste bygninger blev ødelagt.
I slutningen af 1933 kom der igen liv på basen. Nazi-Tyskland var begyndt en oprustning og havde behov for nye baser og bygninger. Op til og under 2. verdenskrig var der mange flyvende enheder placeret her. Sidste flyvning af nazisterne foregik den 5. maj 1945, på dagen for Lübecks befrielse.
Aktionærer i lufthavnen er byen Lübeck og Infratil fra New Zealand.

## Selskaber
Irske Ryanair og ungarske Wizz Air fløj samlet 11 udenrigsruter fra lufthavnen i juli 2009.